# Trigonocnemis varentzovi
Trigonocnemis varentzovi är en skalbaggsart som beskrevs av Semenov 1895. Trigonocnemis varentzovi ingår i släktet Trigonocnemis och familjen Rutelidae. Inga underarter finns listade i Catalogue of Life.